# Ифалик
Ифалик (англ. Ifalik) — атолл в Тихом океане в архипелаге Каролинские острова. Является частью Федеративных Штатов Микронезии и административно входит в состав штата Яп.

## География

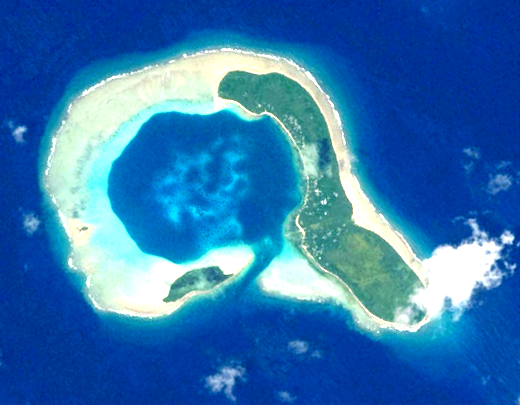
Снимок атолла Ифалик из космоса

Атолл состоит из 4 моту, расположен в 57 км к юго-востоку от острова Волеаи и в 15 км к юго-западу от рифа Гамен. Административный центр штата Яп, город Колониа, находится в 730 км к северо-западу. Ближайший материк, Азия, расположен в 3200 км.
Ифалик представляет собой небольшой атолл, в центре которого расположена лагуна, достигающая глубины 20 м. Площадь сухопутной части острова, представленной тремя небольшими островками, или моту, составляет 1,5 км². Окружён коралловыми рифами. Растительность типичная для других атоллов Тихого океана. Преобладают кокосовые пальмы.
Климат на Ифалике влажный тропический. Случаются разрушительные циклоны.

## История
Согласно представлениям островитян, первая колония поселенцев была основана на Ифалике выходцами с островов Яп. Согласно местным легендам, впоследствии воины Ифалика атаковали и убили жителей соседних островов Волеаи и Ламотрек, повторно заселив острова.
Европейцами, а именно британским капитаном Джеймсом Уилсоном, остров был открыт 27 октября 1797 года. 3 апреля 1828 года на острове побывал русский путешественник Фёдор Петрович Литке, встретившийся на нём с местными жителями, которые выразили желание торговать с чужеземцами. В 1830 году у Ифалика причалил военный корабль «HMS Sophia», однако признаков жизни на острове обнаружено не было.

## Население
Согласно переписи 2000 года, на Ифалике проживал 561 человек (из них 261 мужчина и 300 женщин). Средний возраст населения — 18,6 лет. По этническому составу почти 100 % (560 человек) составляли япцы. Лишь один человек был представителем микронезийского народа косраэ.